# Pepe & Fifi
Pepe și Fifi este un film românesc din 1994 regizat de Dan Pița. În rolurile principale joacă actorii Cristian Iacob și Irina Movilă. A fost propus la premiul Oscar pentru cel mai bun film străin în 1995. A avut premiera la 23 septembrie 1994.

## Distribuție
- Cristian Iacob ca Pepe
- Mihai Călin
- Costel Constantin
- Valentin Popescu
- Emil Hoștină ca Manole
- Irina Movilă ca Fifi
- George Ivașcu
- Bogdan Uritescu
- Lucia Boga
- Damian Crîșmaru
- Mihai Niculescu
- Papil Panduru
- Nicoleta Iordăchescu
- Alfred Demetriu
- Liliana Biclea
- Liviu Crăciun
- Wilhelmina Câta
- Mihai Dobre
- Eugen Harizomenov
- Irena Ilie
- Charles Maquignon

## Primire
În 1995, Irina Movila si Cristian Iacob au primit Premiul pentru interpretare la Festivalul cinematografiilor din toate țările latine de la Arcachon, Franța.